# Araban
Araban est une ville et un district de la province de Gaziantep dans la région de l'Anatolie du sud-est en Turquie. La ville d'Araban a 9 651 habitants et le district a 31 770 habitants (2008). Araban est au nord de la province, limitrophe des provinces d'Adıyaman, Kahramanmaraş et Şanlıurfa. La ville est située dans la plaine d'Araban près de l'Euphrate.

## Histoire
Elle fut une des forteresses du Comté d'Édesse.